# Football Manager 2014
 (février 2014).
Si vous disposez d'ouvrages ou d'articles de référence ou si vous connaissez des sites web de qualité traitant du thème abordé ici, merci de compléter l'article en donnant les références utiles à sa vérifiabilité et en les liant à la section « Notes et références ».
Football Manager 2014 est un  jeu vidéo de simulation d'entraîneur de football sorti en 2013 de la série Football Manager développée par Sports Interactive et éditée par Sega. Il est compatible sur Windows, Mac et Linux.
Le joueur choisit d'entrainer un ou plusieurs clubs de football et/ou une nation. Ce jeu a reçu la note de 17/20 de la part de la rédaction du site de jeuxvideo.com, et celle de 11,3/2à de la part des lecteurs de ce même site.

## Améliorations
Chaque année, la série Football Manager s'enrichit d'une nouvelle version et chaque version possède certaines améliorations par rapport à la précédente, celle-ci ne fait pas exception.
Les joueurs de cette version vont s'apercevoir que les développeurs ont apporté un certain nombre de modifications en ce qui concerne la tactique, la 3D ainsi que le système de transfert entre autres.
En ce qui concerne la tactique cette version voit l'apparition de nouveaux rôles pour les différents joueurs comme celui de pivot excentré, chaque rôle est clairement explicité et il est facile de voir la compatibilité de ce rôle pour un joueur en particulier. Deuxième points, au niveau des consignes d'équipe en match, le choix se fera désormais via un tableau et non plus via un système de curseur entre deux extrêmes.
La 3D a elle aussi fait l'objet de certaines améliorations notamment concernant le déplacement des joueurs qui est plus fluide, les constructions d'actions qui sont plus crédibles ainsi que les différents types de frappes avec l'apparition de tirs plus subtils ainsi que celle des passes en profondeur.
Le système de transfert est au cœur de la série Football Manager et cette version nous instaure le fair-play financier avec toutes les contraintes qui vont avec (équilibre financier, réduction de la masse salariale etc.) sous peine de sanctions en cas de non-respect des règles liées.

## Une jouabilité qui repose sur des détails
Le joueur de Football Manager 2014 devra gérer son équipe en prenant en compte les états d'âme de chaque joueur. En effet, avant, pendant et après un match l’entraîneur a la possibilité de parler à ses joueurs et c'est là qu'un détail important apparaît. En effet, l’entraîneur a la possibilité et a même plutôt intérêt à faire un discours personnalisé à chacun de ses joueurs car à la suite de ce discours, l’entraîneur verra la réaction de son/ses joueurs qui sera positive, neutre ou négative. Les performances du joueurs et ses envies de rester ou de partir du club seront modifiées par ce discours.
Toujours dans le discours, l’entraîneur verra la possibilité d'y associer un ton ! En effet, pour un même discours l’entraîneur pourra choisir d’apparaître fervent, rassuré, calme etc. Encore une fois, le choix du ton viendra influencer la réaction des joueurs face au discours prononcé par leur entraîneur. Il faut noter que même en dehors des matchs l'entraîneur a la possibilité de s'adresser à ses joueurs selon avec les mêmes modalités.
Dans cette version nous avons toujours les conférences de presse d'avant et d'après match avec le choix entre différents types de réponses aux questions posées par les journalistes. Il est possible de faire la promotion ou au contraire de dénigrer un autre entraîneur qui répondra à son tour.
Nous trouvons dans ce jeu la possibilité d’attribuer un « Parrain » (qui sera un joueur plus expérimenté) à un jeune joueur afin de l’aider à se développer. Cependant c’est une demande que l’on fait au joueur plus expérimenté qui fera part de son envie ou non de prendre sous son aile un jeune joueur même si la décision finale reste entre les mains du coach.
Les transferts restent une partie très intéressante de ce jeu car ils sont extrêmement détaillés. L’entraîneur a la possibilité de suivre un joueur, d’avoir des rapports effectués par des recruteurs qui détermineront, via un système d’étoile (noté sur 5) la qualité actuelle du joueur et son potentiel futur.